# Fries Zomerpeil
Het Fries Zomerpeil (afgekort FZP) of in de volksmond: Fryske wetterhichte (afgekort FWH) is een niveau- of referentievlak ten opzichte waarvan waterhoogten in Friesland kunnen worden uitgedrukt. Het peil is gelijk aan het NAP -0,66 m.
Het FZP is een referentiepunt, maar niet het streefpeil voor de Friese boezem. De afgesproken na te streven waterstand is vastgelegd in het peilbesluit voor de Friese boezem en bedraagt NAP -0,52 m gedurende het gehele jaar.